# Bathyzonus ruficauda
Bathyzonus ruficauda är en stekelart som beskrevs av Henry Keith Townes, Jr. 1970. Bathyzonus ruficauda ingår i släktet Bathyzonus och familjen brokparasitsteklar. Inga underarter finns listade.